# Союз демократичних лівих сил

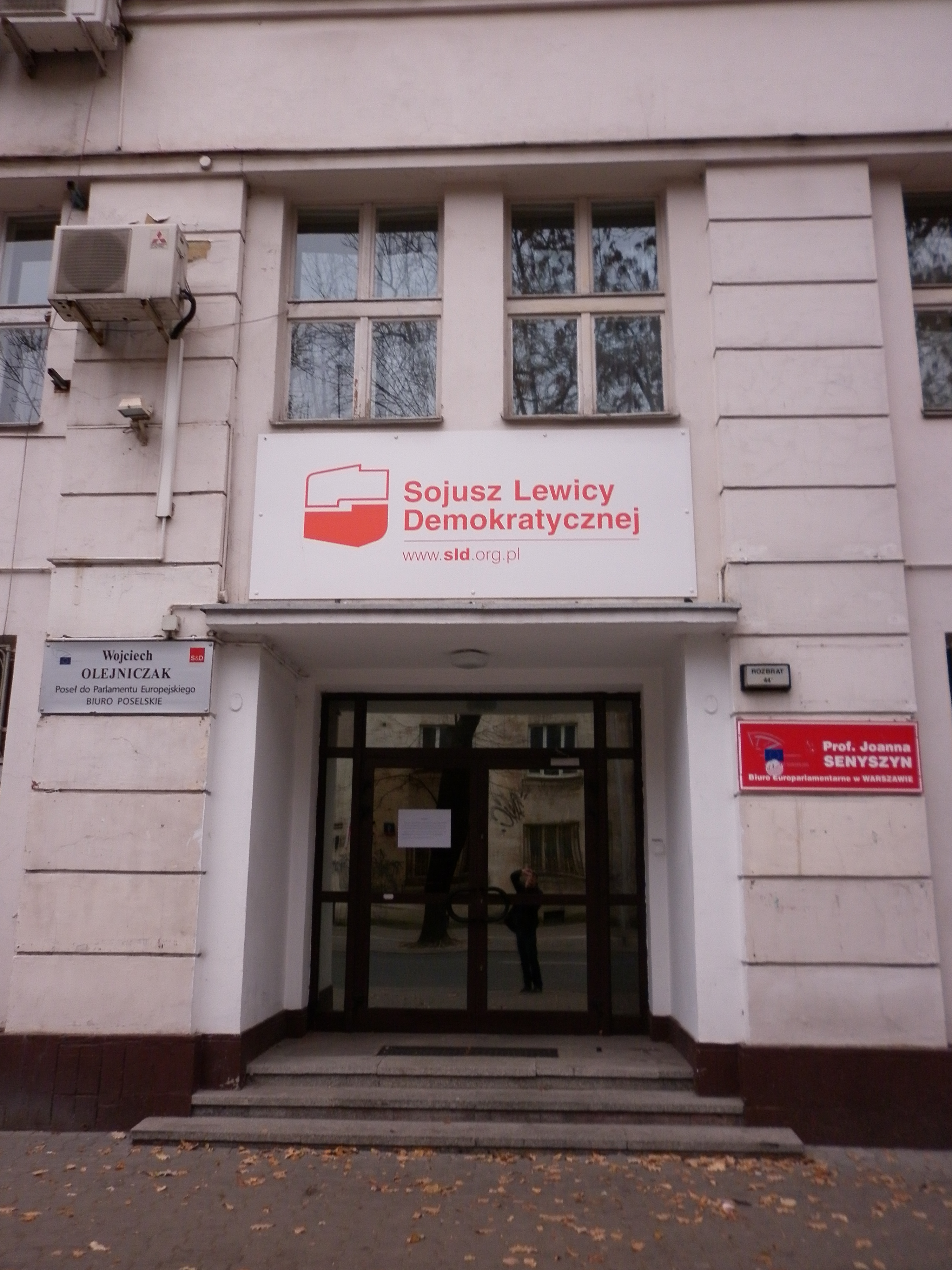
Штаб-квартира партії СДЛС

Союз демократичних лівих сил (СДЛС) (пол. Sojusz Lewicy Demokratycznej — SLD) — соціал-демократична партія в Польщі.

## Історія
9 липня 1991 був сформований передвиборчий союз із заснованих після розпуску колишньої правлячої комуністичної Польської об'єднаної робочої партії (ПОРП) і лівої партії «Соціал-демократія Республіки Польща». У діяльності СДЛС брали участь різні профспілкові організації (в тому числі «Всепольський альянс профспілок»).
7 квітня 1999 Лешек Міллер оголосив про створення нової партії. Установчий з'їзд пройшов 15 квітня 1999; до травня партія пройшла реєстрацію. У 2001 році коаліція СДЛС та Спілки праці перемогла на парламентських виборах, отримавши 5342519 (41,04 %) голосів, 216 з 460 місць в Сеймі і 75 з 100 — в Сенаті. Прем'єр-міністром став Лешек Міллер. 2 травня 2004, на наступний день після офіційного приєднання Польщі до Євросоюзу, Міллер подав у відставку. Новим прем'єр-міністром став інший представник СДЛС, колишній міністр фінансів Марек Белька. На парламентських виборах 2005 року партія зазнала нищівної поразки, отримавши 1335257 (11,3 %) голосів, 55 з 460 місць в Сеймі і 0 місць у Сенаті — менше, ніж популістська «Самооборона». Після цього партія перейшла в опозицію. У 2006 році лівоцентристські партії створили коаліцію «Ліві і демократи». На парламентських виборах 2007 року «Ліві і демократи» отримали 2122981 (13,15 %) голосів, 53 з 460 місць в Сеймі і 0 місць у Сенаті. У 2008 році коаліція розпалася.
В авіакатастрофі під Смоленськом 10 квітня 2010 року загинуло кілька чільних членів партії, у тому числі Єжи Шмайдзинський, який готувався стати кандидатом від партії на президентських виборах 2010 року. Замість нього на виборах виступив голова партії Гжегож Наперальський, що зайняв третє місце з 2299870 (13,68 %) голосів.
На парламентських виборах 2011 року партія зайняла 5 місце з 8,24 %.

## Організаційна структура
Вищий орган — конгрес (Kongres), між конгресами — національна рада (Rada Krajowa), складається з 150 членів, між засіданнями національної ради — національне правління (Zarząd Krajowy, вища посадова особа — голова (Przewodniczący), виконавчий орган — національний виконавчий комітет (Krajowy Komitet Wykonawczy), складається з 7 членів, вищий контрольний орган — національний партійний суд (Krajowy Sąd Partyjny), вищий ревізійний орган — національна ревізійна комісія (Krajowa Komisja Rewizyjna).
СДЛС складається з воєводських партійних організацій (wojewódzka organizacja partyjna), воєводські з повітових (powiatowa organizacja partyjna), повятового з гмінних (gminna organizacja partyjna), гміна з кіл (kolo).

## Керівники партії
- Лешек Міллер, 15 квітня 1999 — 6 березня 2004;
- Кшиштоф Янік, 6 березня 2004 — 18 грудня 2004;
- Юзеф Олекси, 18 грудня 2004 — 29 травня 2005;
- Войцех Олейничак, 29 травня 2005 — 31 травня 2008;
- Гжегож Наперальський, 31 травня 2008 — 10 грудня 2011;
- Лешек Міллер, з 10 грудня 2011 року.